# Southern by the Grace of God
Southern by the Grace of God je live album sastava Lynyrd Skynyrd, posvećen poginulim članovima sastava. Ovo je nakon pogibije članova sastava prvi album kojeg je ostatak sastava snimio.
Novi članovi sastava su: Johnny Van Zant, mlađi brat Ronnie Van Zanta čiju ulogu pjevača je preuzeo, Ed King te   Randall Hall.  Novi gitarski trio čine King, Hall i Rossington. Također su i nove back vokalistice koje su zamijenile originalne Honkettes: Carol Bristow i Dale Krantz Rossington.

## Popis pjesama
1. "Introduction/Workin' For MCA"
2. "That Smell"
3. "I Know A Little"
4. "Comin' Home"
5. "You Got That Right"
6. "What's Your Name?"
7. "Gimme Back My Bullets"
8. "Swamp Music"
9. "Call Me The Breeze"
10. "Dixie/Sweet Home Alabama"
11. "Free Bird"

## Zasluge
Lynyrd Skynyrd
- Johnny Van Zant - glavni vokali
- Gary Rossington - gitara
- Ed King - gitara, klavijature, prateći vokali
- Randall Hall - prateći vokali, gitara
- Leon Wilkeson - prateći vokali, bas-gitara
- Billy Powell - klavir, orgulje, klavijature
- Artimus Pyle - bubnjevi
- Chris Pyle - udaraljke

Dodatni glazbenici
- Dale Krantz Rossington - prateći vokali
- Carol Bristow - prateći vokali